# Carl Johan Kellman
Carl Johan Kellman, född 4 juli 1721 i Ånsta socken, Örebro län, död 3 februari 1807 i Skänninge, var en svensk präst och professor i Greifswald.

## Biografi
Kellman föddes 4 juli 1721 i Ånsta, Örebro län. Han var son till borgsekreteraren Johan Kellman och Anna Katarina Warg i Stockholm. 1737 blev Kellman student vid Uppsala universitet och 1743 filosofie magister. 1747 blev han professor i latin i Grefswald. 12 september 1781 blev Kellman kyrkoherde i Skänninge församling men tillträdde först 1782. Samma år som han tillträddes prästvigdes han. Han blev prost 8 juni 1782. Kellman blev 1791 doktor vid Greifswalds universitet. Han avled 3 februari 1807 i Greifswald.
Kellman var Greifswalds akademies fullmäktige vid riksdagen i Stockholm mellan 1760 och 1762.

### Familj
Kellman gifte sig första gången med Katarina Dorotea Geist. Hon var dotter till prosten i Poseritz, Pommern. De fick tillsammans barnen David Wilhelm, Justus Christoffer, Dorotea Maria och Karl Herman.
Kellman gifte sig andra gången 20 augusti 1784 med Margareta Apollonia Kinnander (1754-1812). Hon var dotter till kontraktsprosten Ericus Laurentii Kinnander i Lommaryds socken. De fick tillsammans barnen Klara Katarina (1787-1791), Johan Erik (född 1788) och Axel Leonard (1791-1791).